# Dahmsopottekina guilvaardi
Dahmsopottekina guilvaardi is een eenoogkreeftjessoort uit de familie van de Canthocamptidae. De wetenschappelijke naam van de soort is voor het eerst geldig gepubliceerd in 2012 door Sevastou, Corgosinho & Martinez Arbizu.